# Euptychia calixta
Euptychia calixta är en fjärilsart som beskrevs av Butler 1877. Euptychia calixta ingår i släktet Euptychia och familjen praktfjärilar. Inga underarter finns listade i Catalogue of Life.